# Медицински алгоритъм
Медицински алгоритъм е всяко изчисление, формула, статистическо изследване, номограма или таблица, която е полезна и използваема в здравеопазването. Медицинските алгоритми включват подходи тип дървета за решения към лечението (например (ако) if симптоми A, B, и C са налице (тогава) then използвай лечение X) и също не толкова очевидни средства и начини, използвани за намаляване или определяне на несигурността.
|  | Тази страница частично или изцяло представлява превод на страницата Medical algorithm в Уикипедия на английски. Оригиналният текст, както и този превод, са защитени от Лиценза „Криейтив Комънс – Признание – Споделяне на споделеното“, а за съдържание, създадено преди юни 2009 година – от Лиценза за свободна документация на ГНУ. Прегледайте историята на редакциите на оригиналната страница, както и на преводната страница, за да видите списъка на съавторите. ВАЖНО: Този шаблон се отнася единствено до авторските права върху съдържанието на статията. Добавянето му не отменя изискването да се посочват конкретни източници на твърденията, които да бъдат благонадеждни. |